# L'Espoli - versions sobre taula (El Greco)
L'Espoli, en versió sobre taula conservada a Upton House, Warwickshire és una de les tres versions sobre el tema de L'Espoli realitzades per El Greco sobre taula. Al catàleg raonat d'obres d'aquest pintor realitzat per Harold Wethey, aquestes versions consten amb els números 80, 81 i 82. Són obres poc conegudes i de petites dimensions, però tanmateix (especialment les dues primeres) són importants, per dues raons:
- són considerades autògrafes del mestre, i alguna de les dues primeres podria ser l'esbós de L'Espoli (Catedral de Toledo)
- són obres de pintura sobre taula, fet molt rar en el corpus pictòric del mestre a la seva etapa espanyola.[1]

## Versió d'Upton House, Warwickshire
Signat en dues línies en el paper de la part baixa a la dreta, amb lletres cursives gregues; δομήνικος Θεοτοκóπουλος εποíει (doménikos theotokópoulos e`poíei)
Oli sobre taula; 55,6 x 34,7 cm.; 1577-1579 ca.
Josep Gudiol en destaca l'execució exquisida, minuciosa, i del mateix vigor que L'Espoli (Catedral de Toledo). Aquesta taula és de la mateixa mida que l'Al·legoria de la Lliga Santa (National Gallery, Londres). Aquest esbós i aquest petit "Espoli" porten al revers la sigla D.G.H., que indica que ambdós van pertànyer a la gran col·lecció reunida per Gaspar Méndez de Haro. Posteriorment aquest "Espoli" va passar al Ducat d'Alba, amb una inscripció (segurament espúria) dient que era un esbós per a L'Espoli de la Catedral de Toledo. Aquesta inscripció no és actualment visible.

### Procedència
- Gaspar Méndez de Haro
- Doña Catalina de Haro, duquessa d'Alba.
- Eugène Delacroix ? (no és segura aquesta pertinença)[3]
- Baró Schwiter (venda a París el 3 de maig de 1886)
- Chéramy, París (venda el 5-7 de maig de 1908)[4]
- Ducrey, París[5]

## Versió de la Col·lecció María Cristina Masaveu Peterson
Signat en dues línies en el paper de la part baixa a la dreta amb lletres cursives gregues; δομήνικος Θεοτοκóπουλος, εποíει (doménikos theotokópoulos e`poíei) 
Oli sobre taula; 56,6 x 32 cm.; 1577-1580 ca.
Tot i que Josep Gudiol també en destaca la seva realització exquisida i minuciosa, el modelatge obscur dels rostres i l'execució general, és menys brillant que la versió d'Upton House. Potser hi ha hagut canvis químics, perquè una mala conservació no en sembla la causa i, per altra part, el cel manté un color blau viu.

### Procedència
- Juan Antonio de Pimentel y Ponce de León, VIII conde de Luna i conde-duque de Benavente; 1653; Valladolid
- Maria Cristina de Borbó, Madrid
- Príncep del Drago, Roma (circa 1904)[5]
- Col·lecció Alessandro Contini-Bonacossi, Florència
- Stantey Moss (New York)
- Christie's, subhasta Spanish Art-II, 29 Maig de 1992, lot-309

Així figura en la fitxa de la obra realitzada per Ángel Aterido, i recollida en el Catàleg "Colección Masaveu. Del Románico a la Ilustración. Imagen y materia", editat per la Fundación Maria Cristina Masaveu Peterson, l'any 2013, amb motiu de l'Exposició celebrada al Centre entre el 29/11/2013 i el 25/05/2014.

## Versió de l'antiga col·lecció Moser aNova York
Oli sobre taula; 72 x 44 cm.; 1580-85 ca.
La composició es més similar a L'Espoli de Múnic que a l'Espoli de la Catedral de Toledo. El quadre va ser completament repintat al segle xix. Actualment s'han eliminat les capes repintades, però els caps dels sicaris han perdut les veladures i la part dels peus de Crist és fragmentària. Tanmateix, la riquesa de colors de les vestidures, i el delicat blau del cel corresponen a altres versions importants d'aquest mateix tema.

### Procedència
- Galeria Marchese Girolamo Manfrin, Venècia (on era considerada obra de Federico Barocci). A la mort de Manfrin (1802) passà als seus descendents: el seu fill Pietro († 1835), la filla Giulio, esposa del marquès Giovanni Battista Plattis, el fills, Antonio Maria Plattis i Bortolina Plattis, mantingut al Palazzo Manfrin, de Venècia fins al 1874.[6]
- Karl Justi, Bonn (1874-1912)
- Ludwig Justi, Potsdam (fins 1930 aproximadament)
- Col·lecció Moser, Nova York[5]
- Col·lecció privada. Subhasta Christie's, Londres, 2 juliol de 1976
- Col·lecció privada. Subhasta Sotheby's, Nova York, 16 maig de 1996
- Col·lecció privada. Subhasta Christie's, Londres, 6 juliol de 2006[6]